# Muhamed Kaba
Muhamed Kaba (mac. Мухамед Каба; ur. 3 lutego 1941 w Debarze, zm. 23 marca 2023) – jugosłowiański i północnomacedoński polityk oraz ekonomista pochodzenia albańskiego, w latach 1974–1982 burmistrz gminy Debar.

## Życiorys
Kształcił się w Debarze i Skopju, gdzie ukończył studia na Uniwersytecie Świętych Cyryla i Metodego. Od 1978 do 1982 roku pełnił funkcję burmistrza gminy Debar.
W latach 2001–2005 pracował jako wykładowca na Wydziale Ekonomii Państwowego Uniwersytetu w Tetowie.